# پترلاجل
شهر پترلاجل (به رومانیایی: Pătârlagele) در شهرستان بوزئو در کشور رومانی واقع شده‌است. جمعیت این شهر ۸٬۲۹۰ نفر  است.